# Курмашев Олексій Васильович
Олексі́й Васи́льович Курма́шев (30 січня 1980 Калінінград, Росія, — 28 серпня 2014 Дебальцеве, Донецька область, Україна)  — військовик, снайпер, старший солдат резерву Батальйону імені Кульчицького.
Проживав в Умані. Загинув у ході україно-російської війни, коли колона Нацгвардії на маршруті Дебальцеве — Вуглегірськ потрапила у ворожу засідку. 4 солдати батальйону імені Кульчицького загинули, 19 поранено.

## Біографія

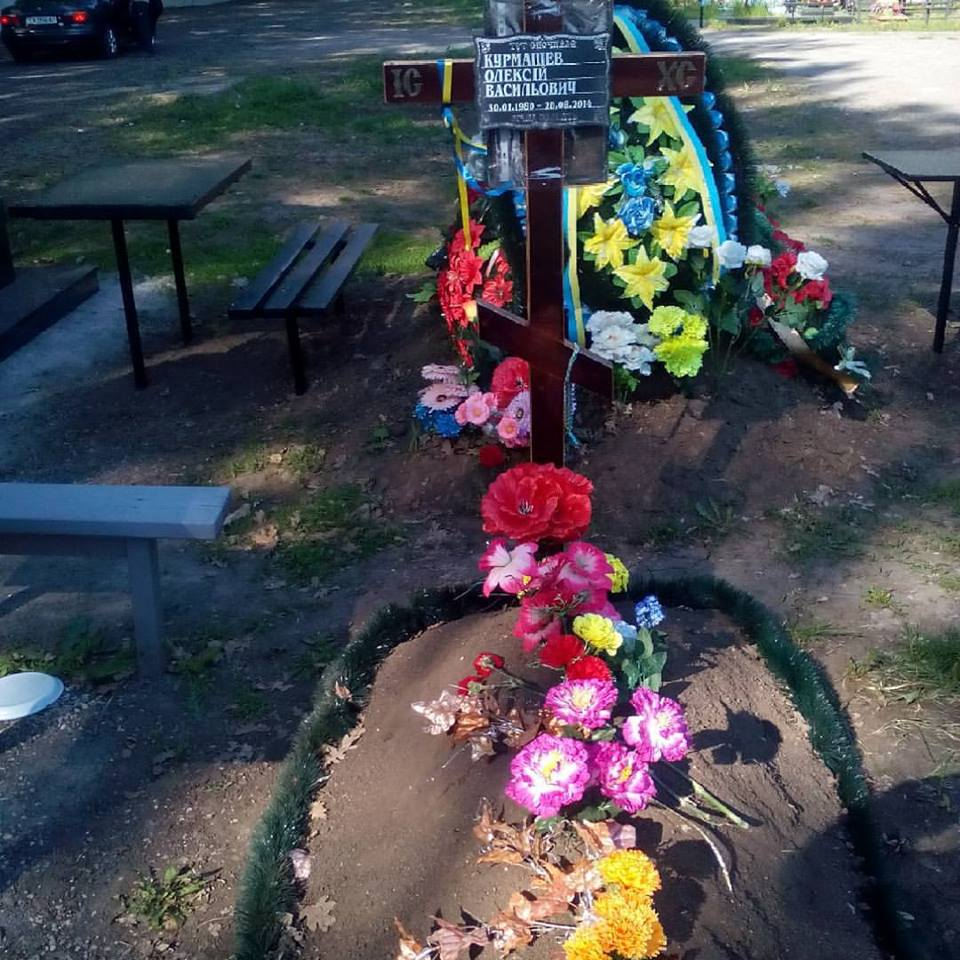
Могила Курмашева О. В.

Курмашев Олексій Васильович народився 30 січня 1980 року в окупованому Росією Кенігсбергу. Сім'я переїхала до Умані. Де Олексій закінчив школу № 7, потім навчався в Уманському професійному ліцеї.
Олексій Курмашев був добровольцем. Щойно в Умані почали формувати загін Нацгвардії, він одним із перших записався до його складу. Пройшов три тижні військової підготовки. А потім разом із побратимами поїхав у зону АТО, на гору Карачун. Він мужньо вистояв усі бої і лише після перемоги, визволення гори від терористів, повернувся додому. Відпочив і знову пішов у бій.
Загинув 28 серпня в районі міста Дебальцеве Донецької області. Колона підрозділів Національної гвардії та Збройних сил України, що рухалась на допомогу силам АТО за маршрутом Дебальцеве — Комісарівка, потрапила в засідку.
|  | Коли Віктор стікав кров'ю від поранень, саме Альоша з позивним «Альпініст» перев'язав його і став витягати з бою. Проте тієї ж миті допомога була потрібна вже самому Альоші:пролунав черговий залп, і його зачепило. – Син мені казав: «Мамо, я цьому хлопцю життям завдячую. Я вже геть втрачав свідомість, «уходив»… Якби не він, не був би я живий». Та сам Альоша загинув, його не змогли врятувати, як мого сина. Як його ховали в Умані, я їздила на похорон – подякувати… Молодий такий, 23 роки усього. Хороша дитина… |

Без Олексія лишились мама і дві старші сестри.

## Нагороди та вшанування
- Указом Президента України від 14 листопада 2014 р. № 873/2014 «за особисту мужність і героїзм, виявлені у захисті державного суверенітету та територіальної цілісності України, вірність військовій присязі», нагороджений орденом «За мужність» III ступеня (посмертно)[3].
- Його портрет розміщений на меморіалі «Стіна пам'яті полеглих за Україну» у Києві: секція 3, ряд 6, місце 15
- Вшановується 28 серпня на щоденному ранковому церемоніалі вшанування українських захисників, які загинули цього дня у різні роки внаслідок російської збройної агресії[4]
- Почесна відзнака «За заслуги перед Черкащиною» (посмертно)
- Почесний громадянин міста Умань" (посмертно)
- 15 грудня 2014 року в Уманському НВК «Загальноосвітня школа І–ІІІ ступенів № 7-колегіум» відкрито меморіальну дошку на честь Олексія Курмашева